# Sodom und Gomorra

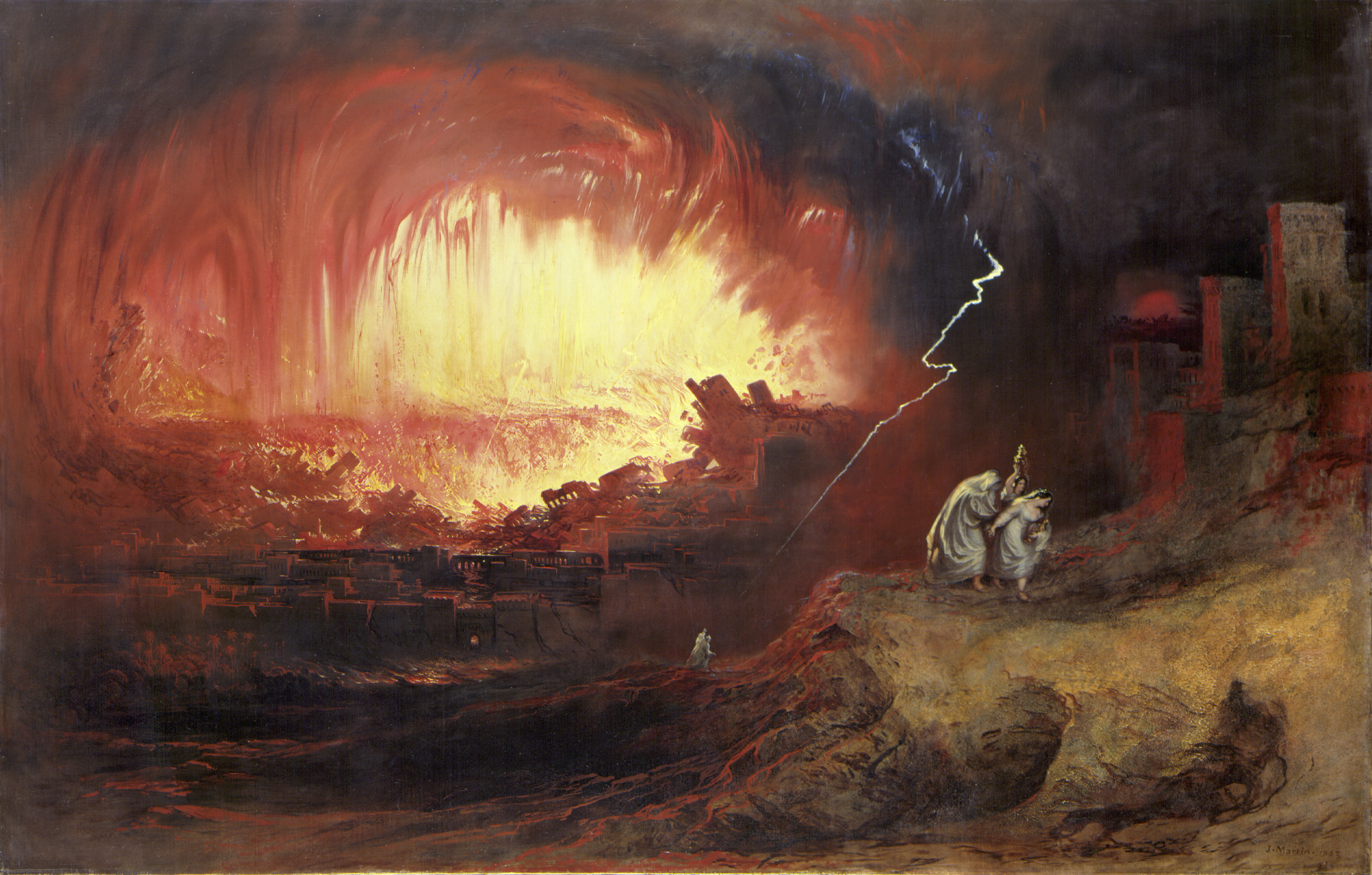
Die Zerstörung von Sodom und Gomorra. Gemälde von John Martin, 1852

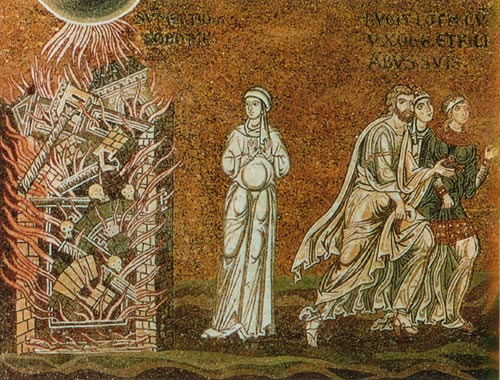
Die Zerstörung von Sodom. Sizilianisches Mosaik in der Kathedrale von Monreale aus dem 12. Jahrhundert

Sodom (hebräisch סדום) und Gomorra (hebräisch עמורה; andere Schreibweisen: Gomorrha, lateinisch Gomorrha (Gomorra), Gomorrhum (Gomorrum), englisch Gomorrah, Gomorrha) sind zwei in der Bibel genannte Städte, die Gott wegen ihrer Sündhaftigkeit zerstörte. Sie werden häufig in der Bibel erwähnt. Die Zerstörung der Städte wird mit einer atmosphärischen Meteoritenexplosion um 1650 v. Chr. in Verbindung gebracht, oder alternativ mit einem Erdbeben am Ufer des Toten Meeres.

## In den heiligen Schriften

### Biblische Erzählung

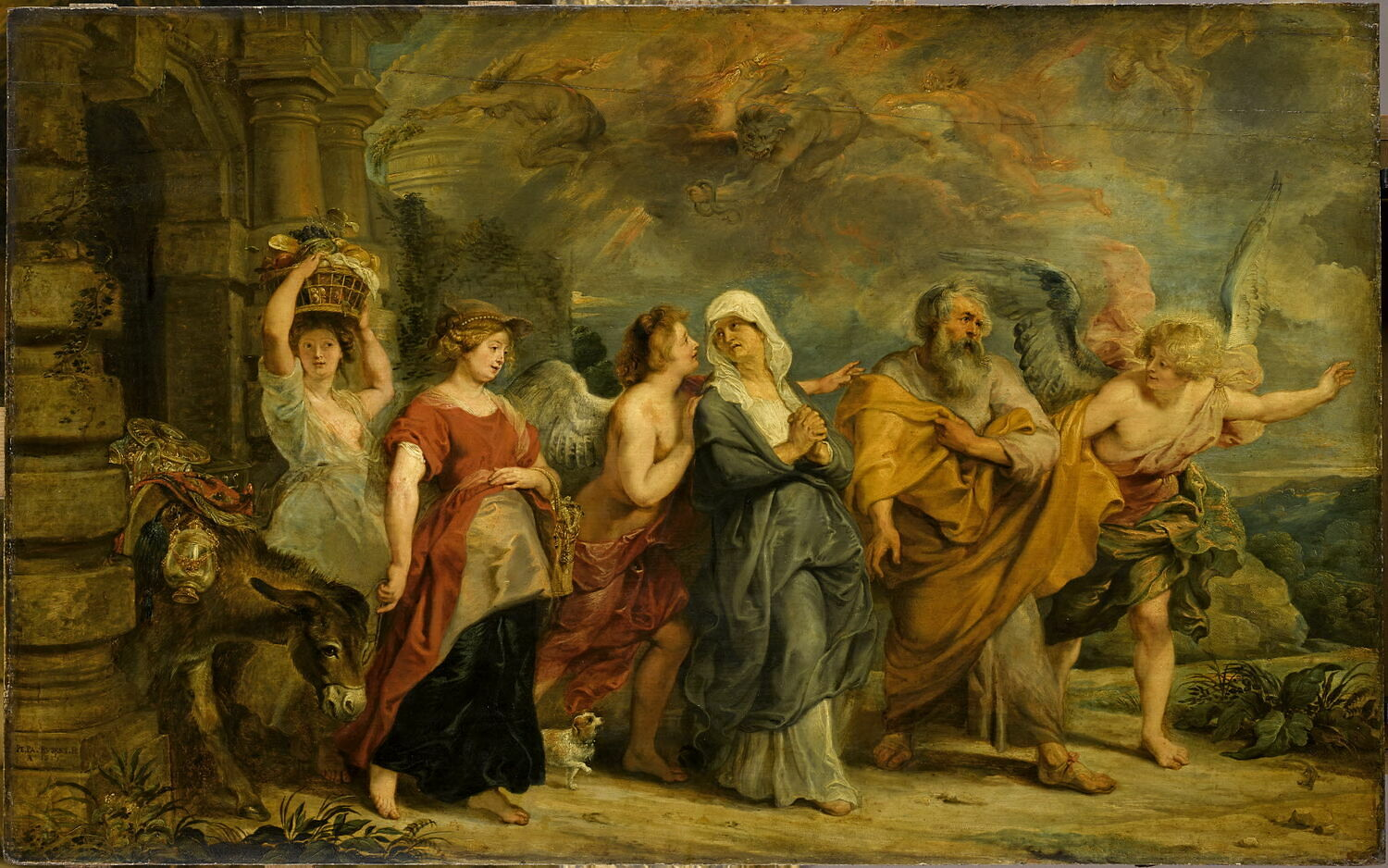
Sodom. Gemälde von Peter Paul Rubens

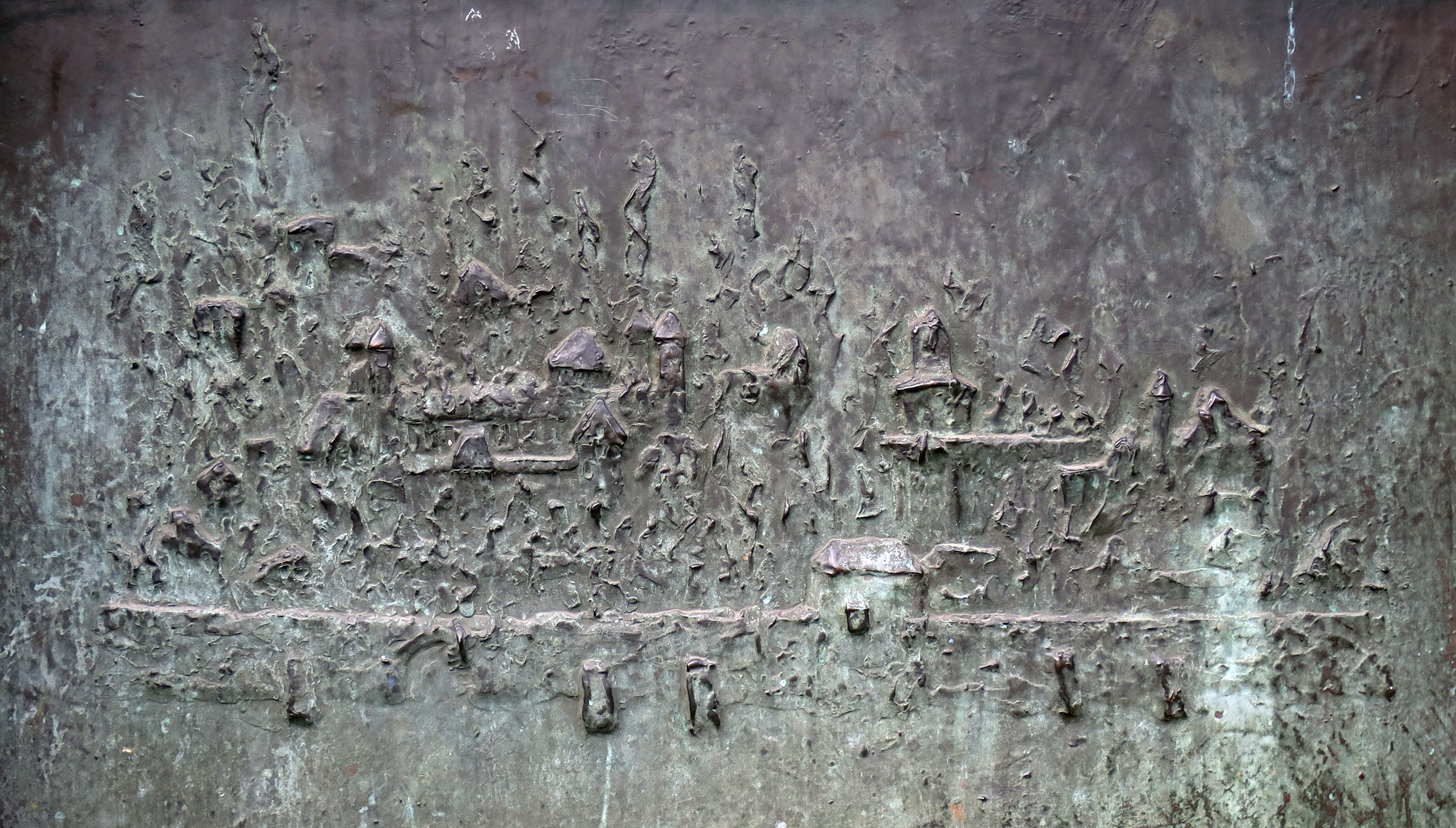
Das brennende Worms als Sodom: Bronzetür an der Dreifaltigkeitskirche in Worms (Ulrich Henn)

Der Name Sodom findet sich 39-mal in der hebräischen Bibel, ausschließlich in 1. Buch Mose (21), 5. Buch Mose (2) und den Prophetenbüchern (16). Den Namen Gomorra erwähnen dieselben Schriften 19-mal. Dabei wird Gomorra meist in Verbindung mit Sodom genannt, selten allein. Das negative Bild beider Städte wird offenbar stärker mit Sodom als mit Gomorra in Verbindung gebracht.
Die Städte sind Gegenstand einer Erzählung im Tanach (Gen 18+19 ), der zufolge sie von Gott unter einem Regen aus Feuer und Schwefel begraben wurden, weil sie der Sünde anheimgefallen waren.
Gott selbst sucht Abraham in Gestalt dreier Engel in Männergestalt auf, um ihm mitzuteilen, dass er vorhabe, die Städte Sodom, wo sich Abrahams Neffe Lot aufhält, und Gomorra zu zerstören, wenn das sündige Verhalten ihrer Bewohner tatsächlich so schlimm sei, wie ihm zu Ohren gekommen sei. Abraham fragt Gott, ob er wirklich Schuldige und Unschuldige ohne Unterschied vernichten wolle. Gott versichert ihm schließlich, dass er Sodom verschonen werde, wenn sich nur zehn anständige Menschen darin finden ließen (Gen 18,16 ff. ). Diese Zahl ist im Judentum bedeutsam: Erst wenn zehn Männer zum Gottesdienst zusammenkommen (מנין Minjan), gibt es demnach eine jüdische Gemeinde, und es kann ein vollständiger Gottesdienst gefeiert werden.
Um zu sehen, ob das Klagegeschrei über Sodom der Wahrheit entspricht, schickt Gott zwei Engel zu Abrahams Neffen Lot, einem gottgefällig lebenden Mann. Lot nimmt die beiden Engel gastfreundlich bei sich auf, die von den Einwohnern Sodoms als fremde Männer angesehen werden (Gen 19,6 ). Die Einwohner fordern daraufhin, dass Lot ihnen seine Gäste übergebe, weil sie mit ihnen gewaltsam sexuell verkehren wollen (Formulierung siehe unter Interpretationen). Lot bietet den Sodomitern zum Schutz seiner Gäste und der heiligen Gastfreundschaft stattdessen vergeblich seine jungfräulichen Töchter an.
Nachdem sich keine zehn Gerechten in der Stadt fanden und sie deshalb dem Untergang geweiht ist, wollen die Engel ihn und seine Familie vor dem Untergang retten und schicken sie aus der Stadt. Sodom und Gomorra werden daraufhin von Gott vernichtet, indem er Schwefel und Feuer auf sie herabregnen lässt. Als Lots Frau – entgegen einem von den Engeln ausgesprochenen Verbot – auf die Stadt zurücksieht, erstarrt sie zu einer Salzsäule (Gen 19 ). Lot und seine Töchter können sich in Sicherheit bringen und werden im Folgenden von Gott beschützt.
Als Lot am nächsten Morgen aus der Stadt Sodom Rauch aufsteigen sieht, flieht er gemäß dem göttlichen Gebot in die Berge und lebt dort in einer Höhle. Darauf sagen seine Töchter, dass kein Mann im Lande sei, der ihnen Nachkommen geben könne, machen ihren Vater an zwei aufeinanderfolgenden Abenden betrunken, schlafen mit ihm und werden schwanger.

#### Im Neuen Testament
Auch im Neuen Testament wird Sodom (σόδομα) neunmal erwähnt. Jesus sagt seinen Jüngern (Mt 10,15 ), dass es den Bewohnern von Sodom im Gericht besser ergehen wird als den Menschen, die das Evangelium gehört und abgelehnt haben. Denn die Bewohner von Sodom kannten im Gegensatz zu den hebräischen Zeugen des Wirkens Jesu weder die Ankündigungen der Propheten im alten Testament, noch hatten sie die Wunder gesehen, die Jesus und die von ihm bevollmächtigten Jünger öffentlich getan hatten.
Auch wird Jerusalem in Offb 11,8  als „geistlich Sodom und Ägypten“ bezeichnet. Heinz Schumacher schreibt hierzu: Jerusalem ist einerseits die „heilige“ (d. h. für Gott und seine Offenbarungszwecke abgesonderte) Stadt, andererseits gleicht sie im Stadium geistlichen Verfalls „Sodom und Ägypten“; wie einst zur Zeit des AT, so auch wieder in der Endzeit.

### Koran
Im Koran wird nicht die Stadt Sodom, sondern nur das „Volk des Lot“ erwähnt (Sure 7.79–85, Sure 11.78–85, Sure 15.50–75, Sure 21.71–76, Sure 26.161–176 Sure 27.55–59, Sure 29.26–36, Sure 37.134–139, Sure 38.14, Sure 50.14, Sure 66.10). Auf das Ereignis der Zerstörung wird vor allem im Kontext der Abwendung von Gott, dem Missachten seiner Regeln und seiner Gesandten Bezug genommen, aber auch im Kontext von missachteter Gastfreundschaft. Mit der Geschichte um den Propheten Lot wird das Verbot von Homosexualität im Islam begründet.

## Interpretationen der biblischen Erzählung

### Der Weg nach Sodom (Gen 18,16–33)
Auf dem Weg nach Sodom begleitet Abraham die Männer (Gen 18,16), die ihn besucht haben (Gen 18,1–15 ). In dieser Wegszene (Gen 18,16–33 ) gibt es ein Gespräch zwischen Adonai und Abraham, dessen theologisches Hauptthema die Frage ist, ob Adonai die Gerechten zusammen mit den Gottlosen bestrafen würde oder ob er die Stadt wegen einer Minderheit von Gerechten verschonen würde (Gen 18,23). Wenn Adonai die Gerechten samt den Gottlosen vernichtet, dann wäre kein Unterschied zwischen Gerechten und Gottlosen – ein Problem, das auch die Weisheitsliteratur (wie etwa Hiob und Kohelet) interessiert. Hier setzt Abraham respektvoll in Beziehung, dass der „Richter“ (שפט Schophet) der ganzen Welt doch „Recht“ (Mischpat, selbe hebräische Wurzel) schafft (Gen 18,25).
Aufgrund der Spannungen in der folgenden Wegszene (Gen 18,16–33) wird vermutet, dass sie wahrscheinlich von mehr als einem Autor stammt:
- Vers (V.) 17 steht in Spannung zu V. 21: In V. 17 scheint schon festzustehen, was Adonai vorhat (wahrscheinlich die Zerstörung der Stadt), in V. 21 ist er noch nicht sicher und möchte zunächst nachsehen.
  - Westermann argumentiert dagegen: Der Beschluss zur Vernichtung steht zwar von Anfang an fest (V. 17), das Überprüfen, ob es sich entsprechend der Anklageschreie verhält (V. 21), ist der erste Bestandteil seines richterlichen Einschreitens.[4]
- V. 19 steht in Spannung zu den sonst bedingungslosen Verheißungen: V. 19 knüpft die Verheißung über die Nachkommenschaft, die zu einem großen und starken Volk werden soll, an die Bedingung, dass sie Adonais Wege halten und tun. Andere Abrahamsverheißungen sind bedingungslos (z. B. Gen 12,2–3). Die bedingte Form der Verheißung begegnet auch noch in Gen 22,15–18 und 26,5.[5]
- V. 23 steht in Spannung zu V. 14: In V. 14 wird die für Gen 18–19 theologisch zentrale Frage gestellt, ob etwas für Adonai unmöglich sein kann. Die theoretische Diskussion über Gottes Gerechtigkeit trägt zu dieser Frage wenig bzw. gar nichts bei, sondern behandelt ein ganz eigenes Thema.
  - Dies hat Exegeten dazu veranlasst, die ganze Szene oder zumindest Teile daraus später zu datieren als die Erzählung von Mamre (Gen 18,1–16a) und die Zerstörung Sodoms in Gen 19 (so z. B. Westermann, für den die Mamre-Episode jahwistisch und auch Gen 19 eine ältere Vorlage ist, die dem nachexilischen Autor von Gen 18,16b–33 vorlag).[6]

### Die Sodom-Episode (Gen 19)
Zunächst fällt auf, dass die Reaktion Lots (Gen 19) auf den Besuch der zwei Engel sehr ähnlich ist wie die Reaktion Abrahams auf den Besuch der drei Männer (Gen 18).
| Gen 18                                                                           | Gen 19                                                                           |
| -------------------------------------------------------------------------------- | -------------------------------------------------------------------------------- |
| Abraham sitzt (ישֵׁב) am Eingang seines Zelts (V. 1)                               | Lot sitzt (ישֵׁב) im Eingangsbereich zu Sodom (V. 1)                               |
| Er schaut (וַיַּרְא) und läuft ihnen entgegen (לִקְרָאתָם) (V. 2)                        | Er schaut (וַיַּרְא) und läuft ihnen entgegen (לִקְרָאתָם) (V. 1)                        |
| Er verneigt sich zur Erde hin (וַיִּשְׁתַּחוּ אָרְצָה) (V.2)                                | Er verneigt sich zur Erde hin (וַיִּשְׁתַּחוּ אָרְצָה) (V. 1)                               |
| Seine Selbstbezeichnung gegenüber den Besuchern ist „euer Diener“ (עַבְדְּכֶם) (V. 3) | Seine Selbstbezeichnung gegenüber den Besuchern ist „euer Diener“ (עַבְדְּכֶם) (V. 2) |
| Er bietet ihnen eine Fußwaschung an (וְרַחֲצוּ רַגְלֵיכֶם) (V. 4)                        | Er bietet ihnen eine Fußwaschung an (וְרַחֲצוּ רַגְלֵיכֶם) (V. 2)                        |

Lots Verhalten in V. 1–3 wird kontrastiert mit dem Verhalten der Bewohner Sodoms in V. 4–11. Lots Gastfreundschaft ist ebenso vorbildlich wie die von Abraham. Die Bewohner hingegen wollen die Besucher „erkennen“ (וְנֵדְעָה, V. 5, zur Wurzel יָדַע jada), was analog zu לֹֽא־יָדְעוּ und נָרַע in den V. 8 und 9 nur sexuell verstanden werden kann. Dieses Erkennen im Sinne homosexueller Gewalt (V. 5 und 9) steht im Kontrast zum Erkennen אֵדָעָה, das sich Adonai beim Besuch Sodoms vornimmt (Gen. 18,21 ). Außerdem ist das wiederum sexuell gemeinte Erkennen Sarahs (דָעָה, Gen. 18,12 ) von Gott abgesegnet, das von den Bewohnern Sodoms hingegen nicht. Das zunächst wertfreie, ganzheitlich, also auch tätlich zu verstehende Wahrnehmen יָדַע ist also vom rein kognitiven altgriechisch γνῶσις [ˈɡnoːzɪs] zu unterscheiden.
Während Lot in V. 3 die Besucher im positiven Sinne sehr dazu drängt (וַיִּפְצַר־בָּם מְאֹד), seine Gastfreundschaft anzunehmen, drängen die Bewohner in V. 9 im negativen Sinne hart auf Lot ein (וַיִּפְצְרוּ […] מְאֹד, in beiden Fällen die Wurzel פָּצַר [pat͡sar], „drängen“). Beteiligt sind alle Männer der Stadt, wie sowohl vorab (18,21 „sie alle“) als auch in der Szene selbst (19,4 „von jung bis alt“) betont wird.
In V. 12–13 erfolgt die Ankündigung der Zerstörung Sodoms, die Lots Schwiegersöhne nicht glauben wollen (V. 14). Dennoch wird die Ankündigung erfüllt (V. 15–28). Die Schlüsselelemente der Sodom-Episode haben wiederum strukturelle Ähnlichkeiten zur Mamre-Episode (Gen 18,1–15):
| Gen 18 | Gen 19 |
| --- | --- |
| göttlicher Besuch und menschliche Gastfreundschaft (V. 1–8)                                                       | göttlicher Besuch und menschliche Gastfreundschaft (V. 1–3) bzw. das Ausbleiben derselben (V. 4–11)                                                         |
| göttliche Ankündigung (eines zukünftigen Sohnes für Sarah) (V. 9–10)                                              | göttliche Ankündigung (der Zerstörung der Stadt) (V. 12–13)                                                                                                 |
| menschlicher Zweifel an der göttlichen Ankündigung (ausgedrückt durch Sarahs Lachen וַתִּצְחַק, V. 11–15)              | menschlicher Zweifel an der göttlichen Ankündigung (ausgedrückt dadurch, dass die Schwiegersöhne Lots die Ankündigung als Scherz einschätzen כִמְצַחֵק, V. 14). |
| die Erfüllung der Ankündigung, die allerdings nicht in der Szene enthalten ist, sondern in Gen 21 nachgeholt wird | die Erfüllung der Ankündigung (V. 15–28) |

Die Sodom-Episode kann also auch als eine Antwort auf die Frage verstanden werden, die in der Mamre-Episode in V. 14 aufgeworfen wurde: Sollte Gott eine Sache zu schwer bzw. unmöglich sein? Die Antwort der Sodom-Episode ist dann: Nein; wenn Gott die Städte zerstören kann, dann wird er auch die wunderhafte Geburt ermöglichen. Eine Parallele hat Gen 18–19 in Jer 32, wo es auch um die Frage geht, ob etwas zu schwer für Gott sei (Jer 32,27). Die Fortsetzung ist, dass die Zerstörung Sodoms sicher ist (V. 28–29; 36), weil die Stadt Strafe verdient (V. 30–35), aber Adonai für Wiederherstellung sorgen wird (V. 37–42). Die Logik in Jer 32 (v. a. V. 42) ist also ähnlich wie in Gen 18–19: Gottes Fähigkeit, Strafe in der Vergangenheit zu verwirklichen, garantiert auch seine Fähigkeit, Verheißung in der Zukunft zu verwirklichen. Diese Logik findet eine weitere Ähnlichkeit auch in Sach 8,14–15.

### Wirkungsgeschichte
Sowohl im Tanach als auch im Talmud, aber auch in den Evangelien nach Matthäus (Mt 10,14 f. ) und Lukas (Lk 17,29 ) ist Sodom vor allem ein Symbol für Fremdenfeindlichkeit und den Bruch der Gastfreundschaft, nach Ez 16,49  auch für Hochmut und Geiz. Laut Ernst Knauf wird erst in der späteren christlichen Tradition ab Augustin die Stadt mit der Sünde der Wollust und schließlich mit dem „Laster wider die Natur“ (Sodomie) in Verbindung gebracht. Dieser Ansicht widerspricht eine Aussage im neutestamentlichen Judasbrief (Jud 7 ). Die Textstelle zeigt, dass auch schon zur Zeit des Verfassers in der jüdischen Welt Sodom mit Unzucht in Verbindung gebracht wurde, denn er beschreibt die Städte bzw. ihre Einwohner als außerordentlich Hurende (ἐκπορνεύω) und hinter andersartigem (ἕτερος) Fleisch her seiend.

## Archäologische Hypothesen
Es wurden verschiedene Hypothesen über die Lage der Städte und die Ursache ihrer Zerstörung aufgestellt.

### Argumente für die Existenz der Orte
Der Geologe Graham Harris nimmt die Existenz eines historischen Sodom an. Seiner Meinung nach gab es vor zirka 5000 Jahren eine größere Stadt am Ufer des Toten Meeres, die durch ein Erdbeben und einen nachfolgenden Erdrutsch zerstört worden sein könnte. Dafür sprechen folgende Entdeckungen:
- Ein antiker Name für das Tote Meer lautet ama schel Sodom – „Meer von Sodom“, und im Arabischen heißt das Meer bis heute Bahr Lut – „Meer des Lot“.[9]
- Das Ufer des Toten Meeres wird bei Beben sehr schnell brüchig und beginnt, ins Meer zu rutschen.
- Methanvorkommen unter der Erdoberfläche in dem Gebiet sorgen bei Beben für offene Feuer an vielen Bruchflächen, die man als den Feuersturm Gottes ansehen konnte. Zudem führten Erdbeben schon oft zu Bränden als Folge der Zerstörung von Feuerstellen in den Siedlungen.
- Moderne Forschungsergebnisse belegen eine Bodenverflüssigung, wonach die Orte nach dem Erdbeben vom Toten Meer verschluckt worden sein könnten.
- In den 1980er Jahren wurden in Numeira (Jordanien) Skelette gefunden, deren Knochen zerquetscht waren.

### Meteoriten-Hypothese

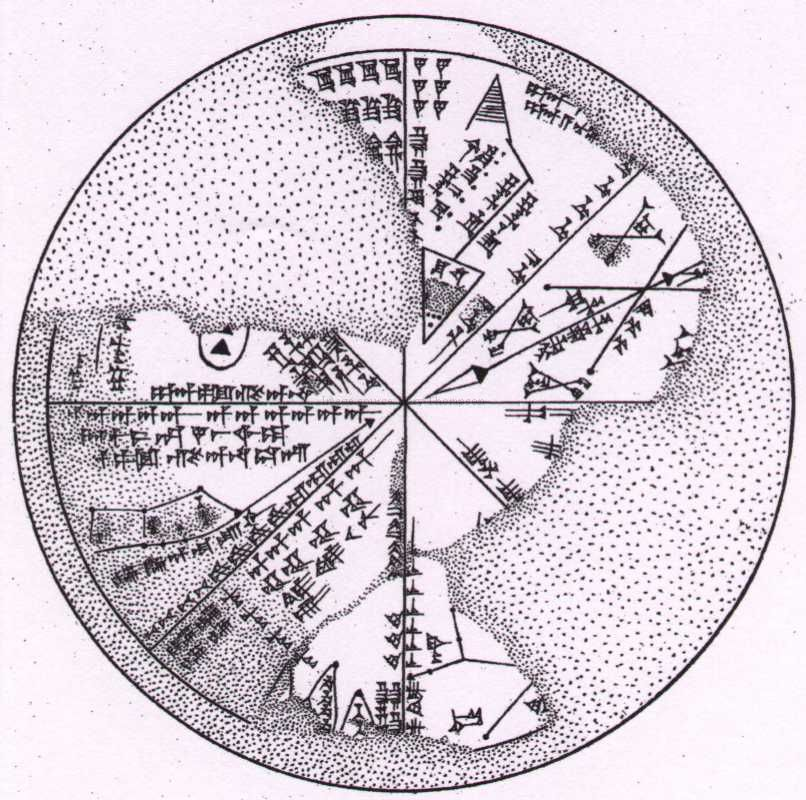
Himmelsscheibe von Ninive

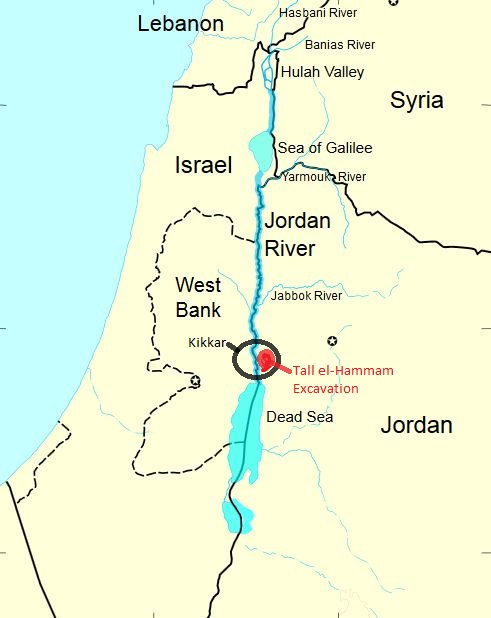
Region Tall el-Hammam, Jordanien

Nach einer Hypothese der beiden Raumfahrtingenieure Alan Bond und Mark Hempsell könnten die Städte durch ein astronomisches Ereignis zerstört worden sein. Dabei sei ein Meteorit in den Ötztaler Alpen bereits noch in der Luft weitgehend zerborsten (ähnlich dem mutmaßlichen Meteoriten beim Tunguska-Ereignis) und habe dabei den Köfels-Erdrutsch (vgl. Köfelsit) verursacht. Nach Entzifferung der Himmelsscheibe von Ninive, einer sumerischen astronomischen Tonscheibe, die die Flugbahn eines hellen schnell fliegenden Objektes beschreibt, wurde von Bond und Hempsell ein Asteroideneinschlag am 29. Juni 3123 v. Chr. in den Alpen vermutet. Die Keilschrift, so das Ergebnis ihrer Forschungen, ist die Kopie der Notizen eines sumerischen Astronomen, der seine Beobachtungen kurz vor Sonnenaufgang aufzeichnete. Den Bahndaten des Meteoriten zufolge müsste, so Hempsell, eine pilzförmige Explosionswolke über das Mittelmeer abgelenkt worden und im Bereich der südlichen Levante („irgendwo in Nordägypten, oder Israel“) niedergegangen sein. Dort müsse sie zu einer weitreichenden Zerstörung geführt haben. Dem kann entgegengehalten werden, dass der Köfels–Erdrutsch möglicherweise mehr als 3000 Jahre früher stattfand. Er ließ den Maurachriegel entstehen, der im letzten Jahrhundert durch einen Schacht angeschnitten wurde. Dabei wurde verkohltes Holz gefunden, das auf etwa 6600–6900 v. Chr. datiert werden konnte. Die Annahme, dass für den Erdrutsch überhaupt ein Meteoriteneinschlag ursächlich war, ist gut begründet, aber weiterhin nicht unumstritten.

### Tell el-Hammam-Hypothese
Das Forscher-Team um Steven Collins von der Trinity Southwest University, einer Bibelschule in Albuquerque, vermutet, dass es sich bei der von ihm ergrabenen Stadt des Tall el-Hammam in Jordanien um Sodom handeln könnte. Die These wird mit ähnlichen Argumenten von James Kennett, University of California, Santa Barbara, vertreten.
Die Hypothese, dass die Zerstörung der bronzezeitlichen Stadt durch einen Meteoriten-Einschlag – genannt 3.7KYrBP Kikkar Event – verursacht sein könnte, ist 2018 durch den Fund einer einseitig zu Glas geschmolzenen Keramikscherbe gestützt worden. Diese Verglasung kann verursacht sein durch kurzzeitig hohe Temperatur von 8.000 bis 12.000 Grad Celsius. Weiterhin wird die Hypothese gestützt durch den Befund, dass das Gebiet sowohl in der Bibel als auch in anderen Quellen als landwirtschaftlich fruchtbar vor 1.700 v. Chr. beschrieben wird, aber in den folgenden 700 Jahren nicht wieder bewohnt wurde. Die Forscher erklären dies damit, dass die Druckwelle der Explosion große Mengen Salz aus dem Toten Meer über dem gesamten Gebiet verteilt habe. Der Meteorit der Tunguska-Klasse könnte um 1650 v. Chr. über dem Jordantal explodiert sein. Andere Forscher lehnen die Identifizierung von Tall el-Hammam mit Sodom ab.

## Rezeption in Wirtschaft, Literatur und Musik
- Am Ufer des Toten Meeres in Israel gibt es heute ein Industriegebiet mit dem Namen „Sodom“. Dort werden die Mineralien des Sees verarbeitet und abgepackt.[21]
- 1785 verfasste der Marquis de Sade sein Buch Die 120 Tage von Sodom, das 1975 von Pier Paolo Pasolini unter demselben Titel (Die 120 Tage von Sodom) verfilmt wurde.
- Erst im Mittelalter, so K. Hügel, wurde wohl die Stadt Gomorra mit weiblicher Homoerotik in Verbindung gebracht.[22] Marcel Proust habe mit seinem Roman Auf der Suche nach der verlorenen Zeit wesentlich zur Verbreitung der Vorstellung von Gomorra als lesbischer Utopie beigetragen.[22]
- Ingeborg Bachmanns Erzählung Ein Schritt nach Gomorrha aus dem Erzählband Das dreißigste Jahr (1961) nimmt schon im Titel auf die Bibelstelle Bezug.  Bachmann lehnt sich zwar mit der Abfolge Verfehlung – Zerstörung – neue Möglichkeiten an die biblische Struktur an. Doch die Verfehlung besteht nicht in Ungehorsam oder sexueller Abweichung von der Norm, sondern im Status der Unmündigkeit, der auf der machtorientierten Beziehung zwischen Frau und Mann fußt. Homosexualität wird bei Bachmann als Mittel der Rettung eingesetzt.[23] Karin Achberger las die Erzählung 1982 als „bewussten Gegenentwurf zur patriarchalischen Tradition des Juden- und Christentums.“[24]

- In dem Roman AERA 1 – Die Rückkehr der Götter von Markus Heitz werden Sodom und Gomorra als Vergnügungsviertel am Toten Meer neu errichtet.
- In Wolfgang Hohlbeins Roman Flut wiederholen sich biblische Katastrophen. Infolgedessen werden die Städte Las Vegas und Hongkong als Orte der größten Sünde durch Meteoriten vernichtet.
- Die Kölner Band Acapulco Gold veröffentlichte im Jahr 1980 ihren Song Sodom und Gomorrha und machte damit auf Umweltprobleme aufmerksam.
- Die Gelsenkirchener Thrash-Metal-Band Sodom benannte sich nach der Stadt Sodom.
- Der deutsche Komponist Valentin Ruckebier ließ sich für die Musik seines Stücks Gomorrha für Oboe und Ensemble (2015) von der biblischen Geschichte von Lot und dessen Frau inspirieren.
- Der Rapper Bushido veröffentlichte am 18. Mai 2017 das Lied Sodom & Gomorrha.

## Verfilmungen
- Sodom und Gomorrha (1922), Ö
- Sodom und Gomorrha (1962), USA, ITA, FRA
- Sodom und Gomorrha (1965) (TV), BRD
- Sodom und Gomorrha (2000) DVD